# Olana

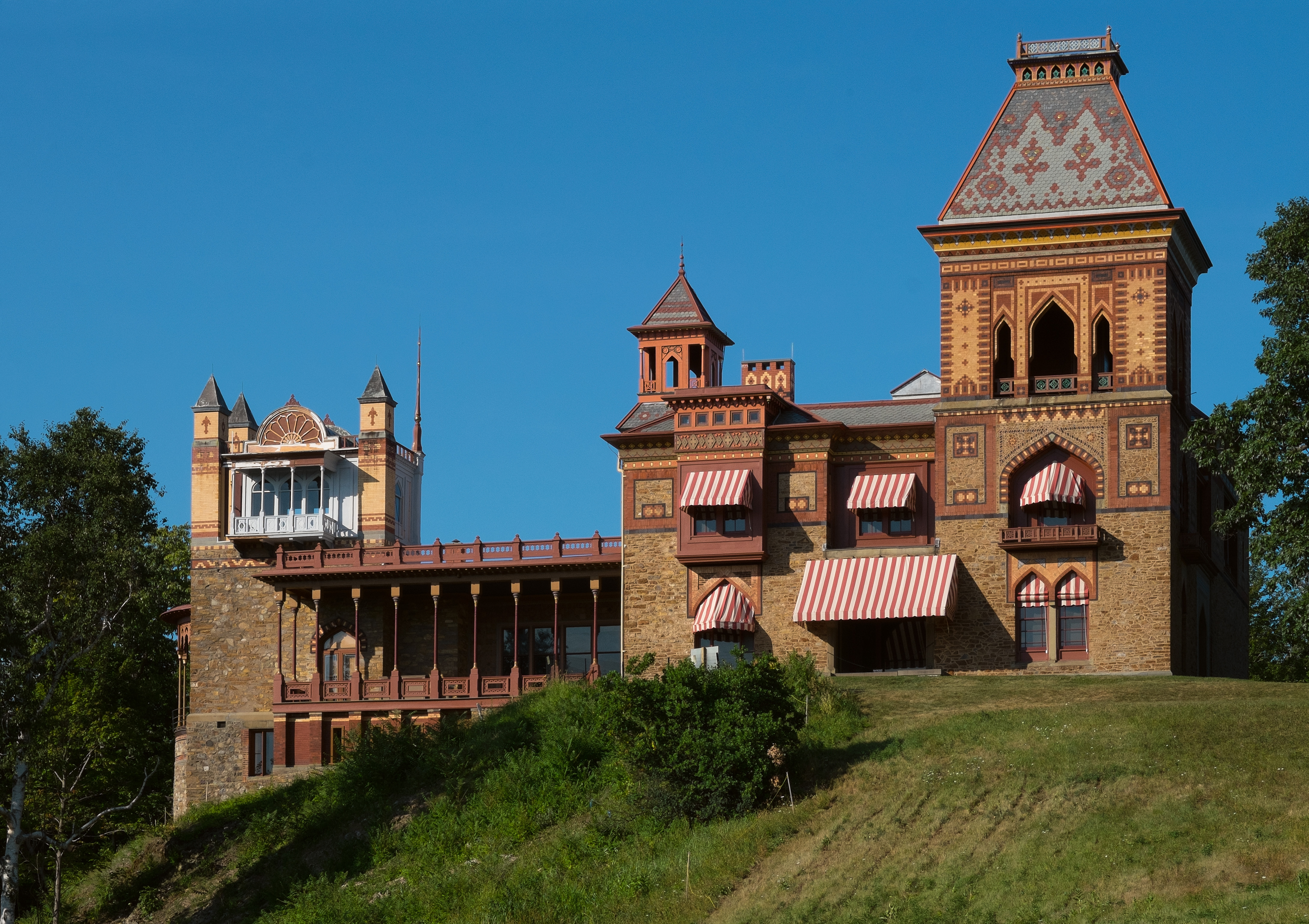
Olana (2015)

Olana ist ein vom amerikanischen Landschaftsmaler Frederic Edwin Church zwischen 1870 und 1891 auf einem Hügel bei Hudson, New York errichtetes Schloss im persischen Stil. Das Gebäude hat seit Juni 1965 den Status eines National Historic Landmarks. Im Oktober 1966 wurde es in das National Register of Historic Places eingetragen.
Von dem Gebäude aus genießt man einen weiten Blick über das Tal des Hudson River und die Catskill Mountains. Church begann mit dem Bau, nachdem er an Arthritis erkrankte und darum seine künstlerische Tätigkeit – soweit sie filigrane Arbeit mit Leinwand und Pinsel betraf – beenden musste.
Das Schloss und der umgebende Park werden vom Park Service des Bundesstaats New York verwaltet.

## Trivia
Der amerikanische Singer/Songwriter Marc Cohn war von einem Zeitschriftenartikel über Frederic Church und Olana so beeindruckt, dass er darüber den Song „Olana“ verfasste und auf seiner 1997 erschienenen CD „Burning The Daze“ veröffentlichte. Er beschreibt darin, wie der Geist des Künstlers sich in den Räumen des Schlosses, seines „letzten Meisterwerkes“ bewegt und auf sein Leben zurückblickt. Die durch die Krankheit erzwungene Hinwendung von der Malerei zur Baukunst stellt sich schließlich als künstlerische Herausforderung heraus, die ihm neue Erfüllung bringt.